# Colin Biart
Colin Biart, aussi appelé Colin Biard, Colin de Biard, Nicolas Biart ou Colin Byart ou Nicolas Byart, est un maître maçon, maître des œuvres, architecte français, né à Amboise en 1460, actif jusqu'en 1515.

## Biographie
Il s'est marié à Beaugency en 1479. Il a commencé à travailler à Amboise où il participe à la réalisation des décors pour l'entrée de Marguerite d'Autriche.
Il apparaît comme maître maçon dans les documents de construction du château d'Amboise à partir de 1483 aux côtés de Guillaume Senault. Il y travaille encore en 1508, et de nouveau en 1515.
Après l'effondrement du pont Notre-Dame, à Paris, en 1499, il est appelé comme maître maçon et participe à la commission qui va choisir de reconstruire le pont en pierre , en 1500.
Pierre de Rohan-Gié, maréchal de France, lui demande d'intervenir au château du Verger alors qu'il travaille sur l'aile Louis XII de château de Blois, avant 1510. Il est possible qu'il soit intervenu pour la réalisation de l'aile Longueville du château de Châteaudun.
Georges d'Amboise, l'archevêque de Rouen, le fait venir de Blois pour la construction du château de Gaillon à partir de 1504, avec son adjoint, Guillaume Senault. À sa demande, il intervient sur la tour de Beurre de la cathédrale de Rouen en 1506.
Sur la recommandation de l'archevêque de Rouen, il est convoqué avec d'autres maîtres maçons par le chapitre de la cathédrale de Bourges à la suite de l'effondrement de la tour nord, en 1508. Dans une enquête, il dit que « depuis son plus jeune aige , il a toujours esté meslé et entremis du faict de massonnerie, et entr'aultres a esté à conduire le commencement des ponts Notre-Dame de Paris. Depuys fust appellé par le seigneur de Guyez, mareschal de France, à veoir faire et visiter quelque œuvre du chasteau du Verpré et au chasteau d'Amboyse, et depuys au chasteau de Blois, qui sont choses somptueuses et de grant entreprise, et a toujours hanté et fréquenté plusieurs maitres expérimentés audict mestier ».
Dans cette période de changement du goût dans l'architecture française où se fait la synthèse du raffinement du gothique flamboyant avec l'apparition des premiers éléments italianisants de la première Renaissance, il a montré sa capacité à maîtriser la construction d'ouvrages variés.

## Famille
Colin Biart est le père de Noël Biard, maître charpentier qui travailla à la construction du Louvre, grand-père de Pierre Biard l'Aîné, sculpteur pour le roi, et arrière-grand-père de Pierre II Biard, également sculpteur pour la Cour.